# Realkonzession
Eine Realkonzession ist die Erlaubnis zum Betrieb eines Unternehmens, gebunden an eine bestimmte Betriebsstätte. Im Unterschied zur Personalkonzession kann der Inhaber einer Realkonzession diese vererben oder veräußern, die Betriebsstätte aber nicht ohne weiteres verlegen.
Die Realkonzession wurde 1810 im preußischen Gewerbe-Edikt für Apotheken (Offizin) eingeführt. Sie löste die bis dahin üblichen Privilegien ab und orientierte sich am Bedarf der Bevölkerung, den der jeweilige Kreisphysikus in Abstimmung mit der Polizeibehörde beurteilte.  
Daneben entstand im Laufe des 19. Jahrhunderts die Form der Personalkonzession, die einem Apotheker für seine Person erteilt wurde, bei seinem Ausscheiden an den Staat „heimfiel“ und neu vergeben wurde. Der neue, allein von der Behörde bestimmte Konzessionär musste Grundstück und Einrichtung übernehmen. Die Neuverleihung folgte bestimmten Grundsätzen, die vor allem das „Betriebsberechtigungsalter“ (entsprechend dem beamtenrechtlichen Dienstalter) berücksichtigte. Freier Verkauf und Vererblichkeit der Apotheke waren ausgeschlossen, dagegen bestand meist ein „Witwenrecht.“ Das System der Personalkonzession war innerhalb des Systems staatlicher Reglementierung der Berufszulassung in gewissem Sinn ein Schritt in Richtung auf die Berufsfreiheit hin, insofern es die Apotheken aus der Bindung an den engen Kreis der Privilegien- und Realrechtsinhaber löste und jedem approbierten Apotheker die grundsätzliche und gleiche Möglichkeit eröffnete, selbständiger Apothekeninhaber zu werden. Seit 1827 war es den Hinterbliebenen erlaubt, nach dem Tod des Konzessionsinhabers dessen Apotheke durch einen Apotheker verwalten zu lassen.
In den linksrheinischen Gebieten unter französischer Herrschaft bestand von 1794 bis 1813 völlige Niederlassungsfreiheit. Der vom Konzessionsinhaber oder seinen Erben vorgeschlagene, also präsentierte Apotheker, erhielt die Konzession.
Wer eine Apotheke betreiben will, bedarf nach dem deutschen Apothekengesetz (ApoG) der Erlaubnis der zuständigen Behörde. Die Erlaubnis gilt nur für den Apotheker, dem sie erteilt ist, und für die in der Erlaubnisurkunde bezeichneten Räume (§ 1 ApoG).